# Valentin Madouas
Valentin Madouas (Brest, 12 luglio 1996) è un ciclista su strada francese che corre per il team Groupama-FDJ. Professionista dal 2018, ha caratteristiche di scalatore, e ha vinto il titolo nazionale in linea 2023.
È figlio dell'ex ciclista Laurent Madouas.

## Palmarès
- 2013 (Juniores)

Ronde du Printemps
Classifica generale Boucles du Canton de Trelon
Classifica generale Trophée Sébaco
- 2014 (Juniores)

Classifica generale Tour du Canton d'Aurignac
1ª tappa Trophée Sébaco (Ergué-Gabéric > Ergué-Gabéric, cronometro)
Classifica generale Trophée Sébaco
1ª tappa Grand Prix Général Patton (Ettelbruck > Troisvierges)
2ª tappa Ronde des Vallées (Noyal-Pontivy > Hémonstoir, cronometro)
1ª tappa Grand Prix Fernand-Durel
Classifica generale Grand Prix Fernand-Durel
- 2015 (Brest Iroise Cyclisme 2000)

Boucles de la Loire
Manche-Océan
- 2016 (Brest Iroise Cyclisme 2000)

Route Bretonne
2ª tappa Circuit du Mené (Saint-Jacut-du-Mené > Saint-Jacut-du-Mené)
Classifica generale Circuit du Mené
Campionati di Bretagna, Prova in linea
Grand Prix de la Ville de Brest
4ª tappa Tour d'Eure-et-Loir (Saint-Lubin-des-Joncherets > Chateaudun)
1ª tappa La SportBreizh (Plougastel-Daoulas > Mont Saint-Michel)
Classifica generale La SportBreizh
Campionati francesi, Prova in linea Under-23
2ª tappa Tour du Pays Roannais (Roanne > Ambierle)
Ronde Finistérienne
2ª tappa Kreiz Breizh Elites (Ploërdut > Callac)
- 2017 (UC Nantes Atlantique)

2ª tappa Tour du Canton de l'Estuaire (Marcillac > Marcillac)
1ª tappa Essor Breton (Loperhet > Guipavas)
2ª tappa La SportBreizh (Plougastel-Daoulas > Mont Saint-Michel)
- 2018 (Groupama-FDJ, una vittoria)

Parigi-Bourges
- 2021 (Groupama-FDJ, una vittoria)

La Poly Normande
- 2022 (Groupama-FDJ, tre vittorie)

Tour du Doubs
1ª tappa Giro del Lussemburgo (Lussemburgo > Lussemburgo)
5ª tappa Giro del Lussemburgo (Mersch > Lussemburgo)
- 2023 (Groupama-FDJ, due vittorie)

Campionati francesi, Prova in linea
Bretagne Classic Ouest-France

### Altri successi
- 2014 (Juniores)

Classifica scalatori Ronde des Vallées
- 2018 (FDJ)

Classifica giovani Tour du Haut-Var
Classifica giovani Route d'Occitanie
- 2019 (Groupama-FDJ)

Classifica giovani Étoile de Bessèges
- 2022 (Groupama-FDJ)

Classifica scalatori Parigi-Nizza
Classifica scalatori Tour du Limousin

## Piazzamenti

### Grandi Giri
- Giro d'Italia

2019: 13º
- Tour de France

2020: 27º
2021: 42º
2022: 10º
2023: 20º
2024: 25º
2025: 21º

### Classiche monumento
- Giro delle Fiandre

2020: 14º
2021: 39º
2022: 3º
2023: ritirato
2024: 16°
2025: 17°
- Parigi-Roubaix

2022: 34º
- Liegi-Bastogne-Liegi

2018: 129º
2019: 31º
2020: 25º
2021: 83º
2022: 33º
2023: 5º
2024: 7º
2025: 64º
- Giro di Lombardia

2019: 97º
2023: 27º
2024: 62º

### Competizioni mondiali
- Campionati del mondo

Bergen 2017 - In linea Under-23: 29º
Innsbruck 2018 - In linea Under-23: 26º
Imola 2020 - In linea Elite: 34º
Fiandre 2021 - In linea Elite: 13º
Wollongong 2022 - In linea Elite: 29º
Glasgow 2023 - In linea Elite: 15º
Zurigo 2024 - In linea Elite: 22º
- Giochi olimpici

Parigi 2024 - In linea: 2º

### Competizioni continentali
- Campionati europei

Nyon 2014 - In linea Juniores: 50º
Plumelec 2016 - In linea Under-23: 16º
Trento 2021 - In linea Elite: ritirato